# SN 1992at
SN 1992at – supernowa typu Ia odkryta 2 sierpnia 1992 roku w galaktyce A212709-3659. W momencie odkrycia miała maksymalną jasność 18,00m.